# 砂川夏輝
砂川 夏輝（すながわ なつき、1995年6月30日 - ）は、日本の女子バスケットボール選手である。ポジションはシューティングガード。韓国・WKBLの釜山BNKサム所属。

## 来歴
沖縄県中頭郡中城村出身。
西原高校でウィンターカップに出場し、早稲田大学では1年時にインカレ優勝。
しかし、身長の低さを理由にWリーグのチームからは声がかからず、地元に戻り那覇空港で機体誘導をしながらクラブチームに所属した。
2020年、当時Wリーグを目指していたアランマーレ秋田に加入し、2021年にはWリーグ参戦を果たす。
2022年、アイシン ウィングスに移籍。
2024年、アイシンを退団し、韓国・WKBLに挑戦。牙山ウリ銀行よりドラフト2巡目で指名され入団。シーズン優勝に貢献した。
2025年、WKBLアジアクォータードラフトにて釜山BNKサムに全体7位で指名される。